# Der Antritt des neuen Jahrhunderts
Der Antritt des neuen Jahrhunderts ist ein Gedicht von Friedrich Schiller zum Beginn des 19. Jahrhunderts, verfasst vermutlich 1801, das tief erschüttert darauf blickt, mit welch fatalen Folgen  zwei Großmächte um die Weltherrschaft kämpfen:
Edler Freund! Wo öffnet sich dem Frieden,
Wo der Freiheit sich ein Zufluchtsort?
Das Jahrhundert ist im Sturm geschieden,
Und das neue öffnet sich mit Mord.

Und die Grenzen aller Länder wanken,
. . .
Unter dem Eindruck des Friedens von Lunéville, in dem Napoleon für Frankreich vom noch bestehenden Heiligen Römischen Reich deutscher Nation die Abtretung aller Gebiete links des Rheins erzwungen hatte, markiert der 42-jährige Schiller, betont einfach in der Form – in neun vierzeiligen trochäischen Strophen im Kreuzreim, je abwechselnd weiblich und männlich –, den bereits wütenden Weltkrieg zwischen dem Britischen Reich und Frankreich, der niemanden verschonen wird:
Zwo gewalt’ge Nationen ringen
Um der Welt alleinigen Besitz,
Aller Länder Freiheit zu verschlingen,
Schwingen sie den Dreizack und den Blitz.
Die zahlreichen, auch antiken Metaphern (wie hier der poseidonische Dreizack für die Seemacht, Zeus’ Blitz für die Landmacht) halten sich sorgfältig in diesem bipolaren Wortfeld, indes sich der Bildraum mit jeder Strophe ausweitet, bis ins Grenzenlose (Endlos liegt die Welt vor deinen Blicken, | Und die Schiffahrt selbst ermißt sie kaum, | Doch auf ihrem unermeßnen Rücken | Ist für zehen Glückliche nicht Raum.). Erst vor dieser Aussicht zum Verzweifeln gewinnt die entschlossene und viel zitierte – und späterhin seit Ludwig Börne von politischen Fanatikern nicht selten als duckmäuserisch angegriffene – letzte Strophe ihren realistisch energischen Klang:
In des Herzens heilig stille Räume
Mußt du fliehen aus des Lebens Drang,
Freiheit ist nur in dem Reich der Träume,
Und das Schöne blüht nur im Gesang.

## Quelle
- Jochen Golz (Hrsg.), Schiller. Sämtliche Werke, Berliner Ausgabe, Bd. I, Gedichte, Aufbau-Verlag, Berlin 1980, S. 497 f.